# 麗水-順天事件
丽水-顺天事件，1948年10月19日在大韓民国全羅南道麗水郡（現在的麗水市）发生的韩国軍隊叛乱，波及全羅南道麗水郡、慶尚北道盈德郡、京畿道金浦郡（現在的金浦市）等地，民間8000多无辜民众被诬为叛乱同党而被杀害。韓国方面称其为「麗順14团叛乱事件（여순 14연대 반란사건）、「丽顺叛乱」、「10.19事件」等。

## 历史
1948年10月19日，駐屯全羅南道麗水郡的韩国国防警備隊第14团（团长朴胜薰）接到前往济州岛镇压济州岛四三事件的命令，但在大韓民国建国初期就渗透到韓国軍隊内部的南朝鮮勞動黨（南勞黨）地下党成员的煽动下，14团的左翼军人发动起义，到21日起义军已控制丽水、顺天、宝城、光阳等郡全境。
21日李承晩派遣南朝鮮國防警備隊（韓國陸軍前身）总司令宋虎声准将在光州设立“讨伐叛军司令部”，指挥镇压。在美军的支援下，1周后的10月27日，14团被镇压，残兵则逃往北部山区继续游击抵抗。在此期间，约有8000名民众被殺害。很多人乘船逃到日本，在日韓国人背景多数来自这一时期。

## 事件经過

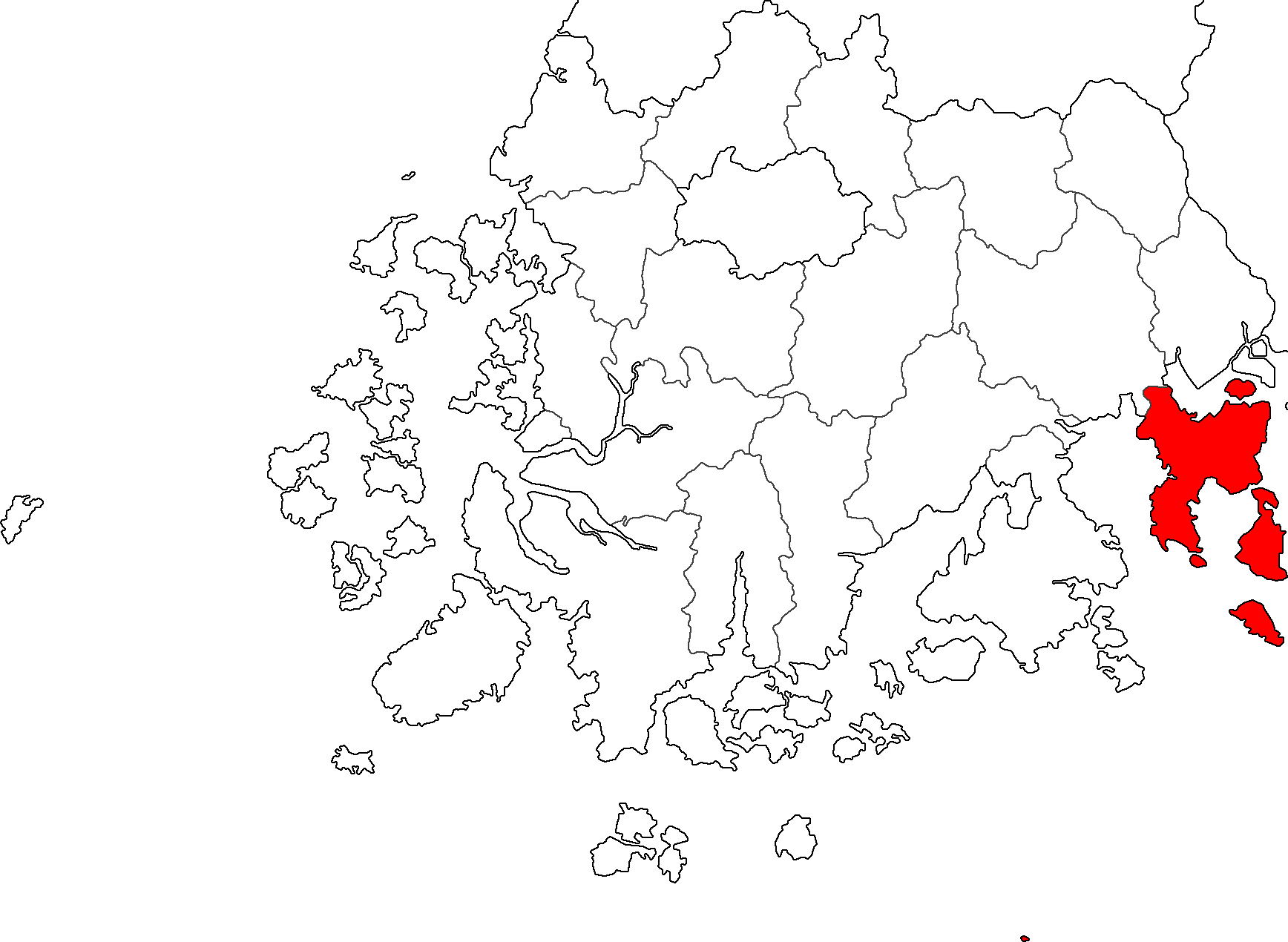
麗水・順天事件的发生地麗水郡

- 10月19日夜，乘团长和副团长不在，丽水14团内的南劳党約40名地下成员占据了武器庫。叛乱的主谋——14团的人事股长池昌洙上士把2000多名士兵们叫到练兵场，进行具有煽动性的演说。队内的同伙欢呼响应，反对者则被当场击毙。叛军随后分别乘坐汽车占领丽水邑的丽水警察署、丽水郡厅，杀死几十名警员和李承晩派的韓民党員、右翼幹部。
- 10月20日，叛军掌握麗水全邑，并与驻守順天郡的第14团2個連合流。当天下午，顺天被占领。光州第4團的一个連就被紧急派往镇压，但指揮官也被击毙，所部与叛军合流。
- 10月21日、李承晩政府在丽水、顺天地区发布戒严令，派出10個營镇压部队。叛军向光陽、谷城、宝城、求礼等周边地区展开攻势。22日叛军逐渐向智異山转移動。
- 10月23日早晨，镇压部队向顺天发动攻击。叛军的主力退往丽水及北部山岳地带，上午11点镇压部队进入市内。
- 10月24日，向丽水追击的镇压部队遭到叛军埋伏，阵亡270余人，总司令官也重伤。叛军的主力进入北部的智异山。
- 10月25日，镇压军进攻麗水邑内。市内200名叛军士兵和1000名学生、市民进行了抵抗，连续两天巷战之后到10月27日凌晨殺千名叛軍。随即市内各处进行大规模的同党搜查，数千人被以叛乱共謀者罪名殺害，其中大部分为无辜民众。
- 叛军凭借智异山复杂的地形展开游击斗争。对官军的扫荡进行了顽强抵抗，直到10年后的1957年才完全结束。
- 丽水战斗结束后，韩国军队向周边村落展开扫荡，扩大揭发共党分子的范围，为之后的朝鲜战争南北两方互相仇杀埋下伏笔。

## 影响
該事件中在一周内有2976人死亡，887人失踪，1407人受伤，152名事件的主谋和干部被军事法庭判处死刑。李承晩经过这一事件，得知韩国军队已被南劳党渗透，随即进行大规模的肃清，左派的南劳党员、光復軍出身人士等约4700多名韩国军人被排除。朴正熙在此时也被逮捕，被判无期徒刑。叛乱部队第14團及第4團的「四」字番号被认为不吉利，从此韓国陸軍无「四」字番号的部隊。另外《国家保安法》制定，创立学生护国团。
事件发生后，同济州岛一样，西部地区的居民被强令保持沉默。事件的首次公开是在1990年代民主化后。

## 關連項目
- 朝鲜战争
- 保導聯盟事件
- 济州岛四三事件
- 居昌屠杀事件